# Katja Petrowskaja

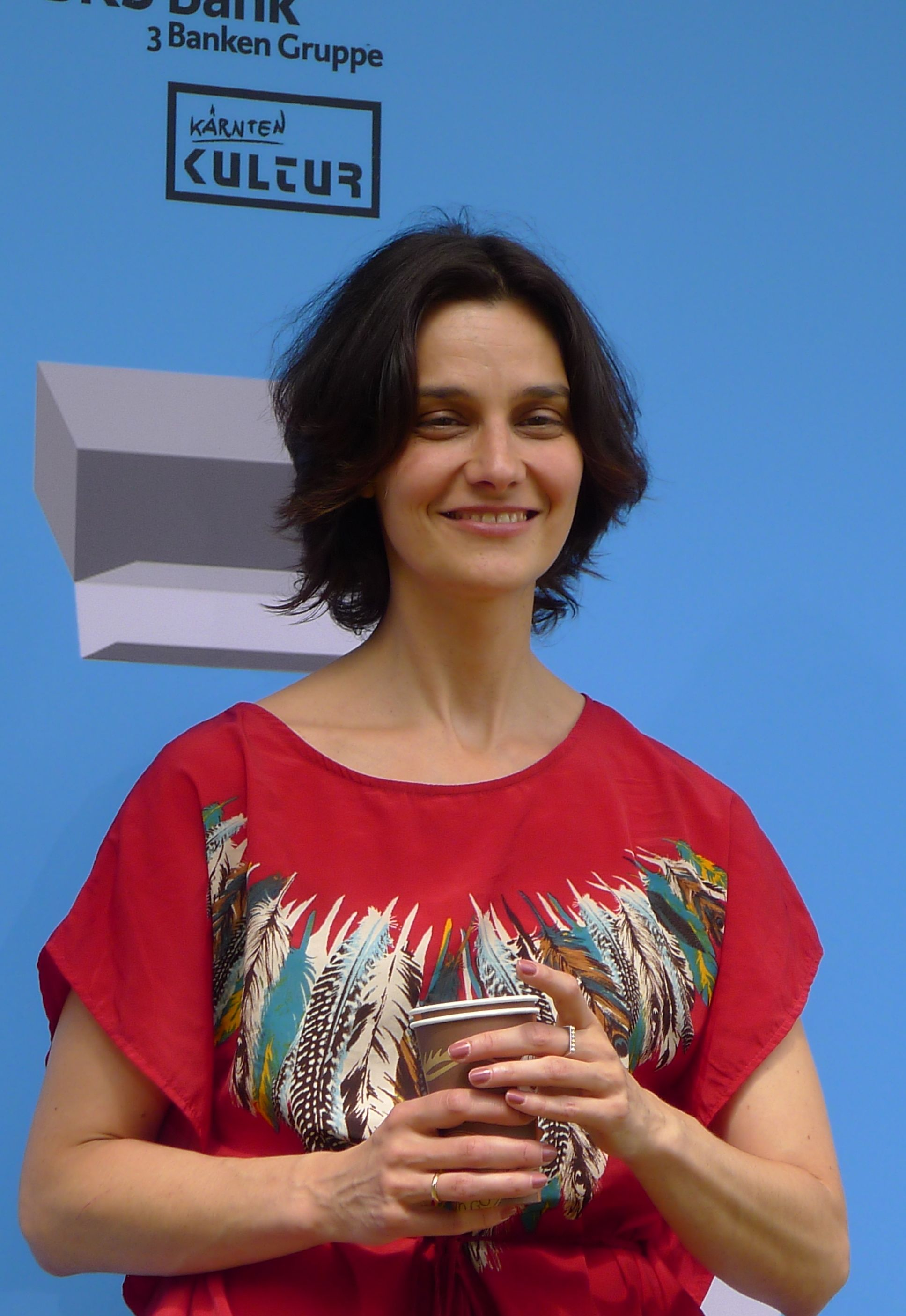
Katja Petrowskaja (2013)

Katja Petrowskaja (ryska: Екатерина Мироновна Петровская, Ekaterina Mironovna Petrovskaja), född 3 februari 1970 i Kiev, Ukrainska SSR, Sovjetunionen, är en rysk/tysk journalist och skribent. Genom giftermål bosatte hon sig i Tyskland, lärde sig tyska som vuxen och skriver i både tyska och ryska tidningar.

## Biografi
Petrowskaja växte upp i en rysk-judisk och ryskspråkig familj. Efter studier i litteraturvetenskap och slavistik vid Tartu universitet i Estland fick hon sedan ett forskningsstipendium för att studera vid Columbia University i New York och vid Stanford University i Kalifornien. Hon avlade sedan en doktorsexamen på Moskvauniversitetet i Ryssland och flyttade 1999 till Berlin för att arbeta som journalist för ryska medier. Hon är idag verksam som journalist för bland annat Frankfurter Allgemeine Zeitung och skriver också för andra ledande tyskspråkiga tidningar som Neue Zürcher Zeitung och Taz.
Petrowskaja vann 2013 Ingeborg Bachmann-priset för ett kapitel ur sin då blivande självbiografiska släkthistoria Vielleicht Esther, som sedan kom ut i Tyskland 2014 och belönades med såväl tyska som internationella priser. Boken, som är skriven på tyska, har översatts till ett tiotal språk, även till svenska med titeln Esther kanske i översättning av Aimée Delblanc. 
Petrowskajas farfar Schimon Stern gick under ryska revolutionen under jorden och antog täcknamnet Semjon Petrovskij. Därför heter hon idag inte Stern i efternamn utan Petrowskaja, ett namn som härstammar från det lägre rysk-ortodoxa prästerskapet. Farfaderns yngre bror Judas Stern dömdes för att ha skjutit ett tyskt ambassadråd i Moskva år 1932 och avrättades.
Petrowskajas bror Yohanan Petrovsky-Shtern (född 1962) är professor i judisk historia vid Northwestern University i Illinois, USA. Deras far Myron Petrovsky (född 1932) är litteraturkritiker och författare i Ukraina; modern Svetlana Petrovskya var museipedagog. 

### Verk
- Die Auserwählten. Ein Sommer im Ferienlager von Orlionok. Bildreportage von Anita Back mit einem Essay von Katja Petrowskaja und einem Vorwort von Joachim Jäger. Braus, Berlin 2012, ISBN 978-3-86228-029-2.
- Vielleicht Esther. Geschichten. Suhrkamp, Berlin 2014, ISBN 978-3-518-42404-9.[7]

## Utmärkelser
- 2013: Ingeborg Bachmann-priset
- 2014: Aspekte-Litteraturpriset[8]
- 2015: Ernst Toller-priset
- 2015: Schubart-Litteraturpriset
- 2015: Premio Strega Europeo